# Bôrka
Bôrka és un poble i municipi d'Eslovàquia. Es troba a la regió de Košice, a l'est del país.

## Història
La primera referència escrita de la vila data del 1409.

## Demografia
| Godina             | 1994 | 2004    | 2014    | 2024    |
| ------------------ | ---- | ------- | ------- | ------- |
| Nombre de persones | 352  | 461     | 543     | 652     |
| Diferència         |      | +30,96% | +17,78% | +20,07% |

| Godina             | 2023 | 2024   |
| ------------------ | ---- | ------ |
| Nombre de persones | 646  | 652    |
| Diferència         |      | +0,92% |